# George S. Boutwell
George Sewall Boutwell (28 de Janeiro de 1818 – 27 de Fevereiro de 1905) foi um político, advogado e estadista americano de Massachusetts. Exerceu como Secretário do Tesouro sob a Presidência de Ulysses S. Grant, o 20º Governador de Massachusetts, Senador e Representante de Massachusetts e o primeiro Comissário das Finanças sob a Presidência de Abraham Lincoln. Foi o líder no Impeachment de Andrew Johnson.
Boutwell, um abolicionista, é conhecido principalmente por sua liderança na formação do Partido Republicano e por seu título de cidadania afro-americana e direitos de sufrágio durante a Reconstrução. Como Representante dos EUA, foi fundamental na criação e aprovação das Décima Quarta e Décima Quinta Emendas à Constituição dos Estados Unidos. Como Secretário do Tesouro, fez as reformas necessárias no Departamento do Tesouro após o caos da Guerra Civil Americana e o julgamento de impeachment do presidente Andrew Johnson. De forma controversa, reduziu a dívida nacional vendendo ouro do Tesouro e usando dólares para comprar títulos do Tesouro, um processo que criou uma escassez de caixa. Boutwell e o Presidente Grant frustraram uma tentativa de encurralar o mercado de ouro em Setembro de 1869, liberando 4 000 000 de dólares em ouro para a economia. Como Senador dos EUA, Boutwell apoiou a Lei dos Direitos Civis de 1875.
Em 1877, o Presidente Rutherford B. Hayes nomeou Boutwell como Comissário para codificar os Estatutos Revisados dos Estados Unidos e em 1880 para exercer como consultor dos Estados Unidos perante a Comissão de Reivindicações Francesa e Americana. Também exerceu direito internacional em outros foros diplomáticos. Na virada do século XX, abandonou o Partido Republicano, se opôs à aquisição das Filipinas e apoiou William Jennings Bryan como Presidente.

## Primeiros anos
George S. Boutwell nasceu em 28 de janeiro de 1818 em Brookline, Massachusetts. Segundo suas lembranças autobiográficas, Boutwell foi criado na fazenda de sua família em Lunenburg e frequentou escolas públicas até os dezessete anos. Durante os meses de verão, trabalhava descalço, cuidando de bois e apanhando castanhas. Boutwell formou-se em aritmética, álgebra, geometria e gramática latina. De 1830 até 1835, Boutwell trabalhou como aprendiz e balconista de Simeon Heywood, dono de uma loja de chapéus em folha de palmeira. Enquanto completava sua formação, Boutwell trabalhou brevemente como professor em Pound Hill. Boutwell terminou o ensino fundamental em Fevereiro de 1835.
De 1835 a 1838 Boutwell trabalhou como balconista e comerciante em Groton, Massachusetts. Em 1836, começou a estudar direito com o advogado Bradford Russell, cujo escritório ficava acima da loja onde trabalhava. Boutwell não fez o exame ou entrou ativamente na advocacia até muitos anos depois. Em 1838, o dono da loja ofereceu a Boutwell uma parceria na loja. Enquanto Boutwell tomava conta da loja, começou um regime pessoal de leitura e escrita, em um esforço para compensar por ter escolhido não frequentar a universidade.
Boutwell fez sua estreia na carreira pública em 1839, quando exerceu como agente de pensões para viúvas da Guerra de Independência dos Estados Unidos, que havia terminado em 1783. Viajou para Washington, D.C. e ficou impressionado depois de ver Daniel Webster. Depois de conversar com uma escrava negra cujo filho mais novo havia sido vendido para o estado de Louisiana, Boutwell tornou-se dedicado à causa anti-escravatura.
Boutwell casou-se com Sarah Adelia Thayer no dia 8 de Julho de 1841. Sarah era filha de Nathan Hayler de Hollis, New Hampshire. Seu casamento gerou dois filhos: Georgianna (18 de Maio de 1843) e Francis (26 de Fevereiro de 1847).

## Carreira política (1839–1861)
Entrando na política como Democrata e apoiador de Martin Van Buren, Boutwell foi nomeado chefe dos serviços postais de Groton por seu parceiro de negócios, que fora nomeado carteiro. A primeira aparição de Boutwell na política eletiva foi uma candidatura bem-sucedida para o Comitê da Escola de Groton como candidato ao Partido Temperance; ele participaria desse comitê por muitos anos. O sucesso levou-o a concorrer à legislatura estadual com a mesma chapa do partido; porque o partido era um terceiro partido pequeno, perdeu por muito. Em 1840, ganhou a indicação do Partido Democrata, apesar das opiniões moderadas que eram "ofensivas para muitos", mas perdeu para o Partido Whig pela maioria dos votos. Finalmente venceu na terceira tentativa, derrotando o incumbente John Boynton em 1841. Venceu a reeleição duas vezes antes de ser derrotado em 1844. Embora também tenha perdido em 1845, regressou à legislatura estadual nas eleições de 1846, exercendo de 1847 a 1850. Seus sucessos eletivos, às vezes diante das grandes vitórias do Partido Whig em todo o estado, destacaram o potencial de Boutwell e o levaram aos grupos de liderança do Partido Democrata. Fez parte dos comitês judiciário e financeiro, onde ganhou reputação de exaustiva investigação na legislação e defendeu posições a favor do livre comércio, restrição da oferta de dinheiro e aumento de impostos para gastos em educação e outras reformas. Apoiou a Guerra Mexicano-Americana, que (ao contrário de outros), não considerava uma questão importante relacionada à escravidão.
Enquanto estava na Câmara dos Representantes de Massachusetts, Boutwell concorreu três vezes para a Câmara dos Representantes dos Estados Unidos, perdendo por margens significativas para seus oponentes do Partido Whig. Em 1848, foi considerado para a indicação Democrata para governador, ficando em terceiro na convenção de indicação. Em 1849, foi nomeado comissário bancário de Massachusetts pelo governador do Partido Whig, George N. Briggs, cargo em que inspecionava as licenças bancárias que estavam sujeitas a renovação. Neste cargo, ganhou uma vasta experiência em questões bancárias e financeiras.

### Governador de Massachusetts

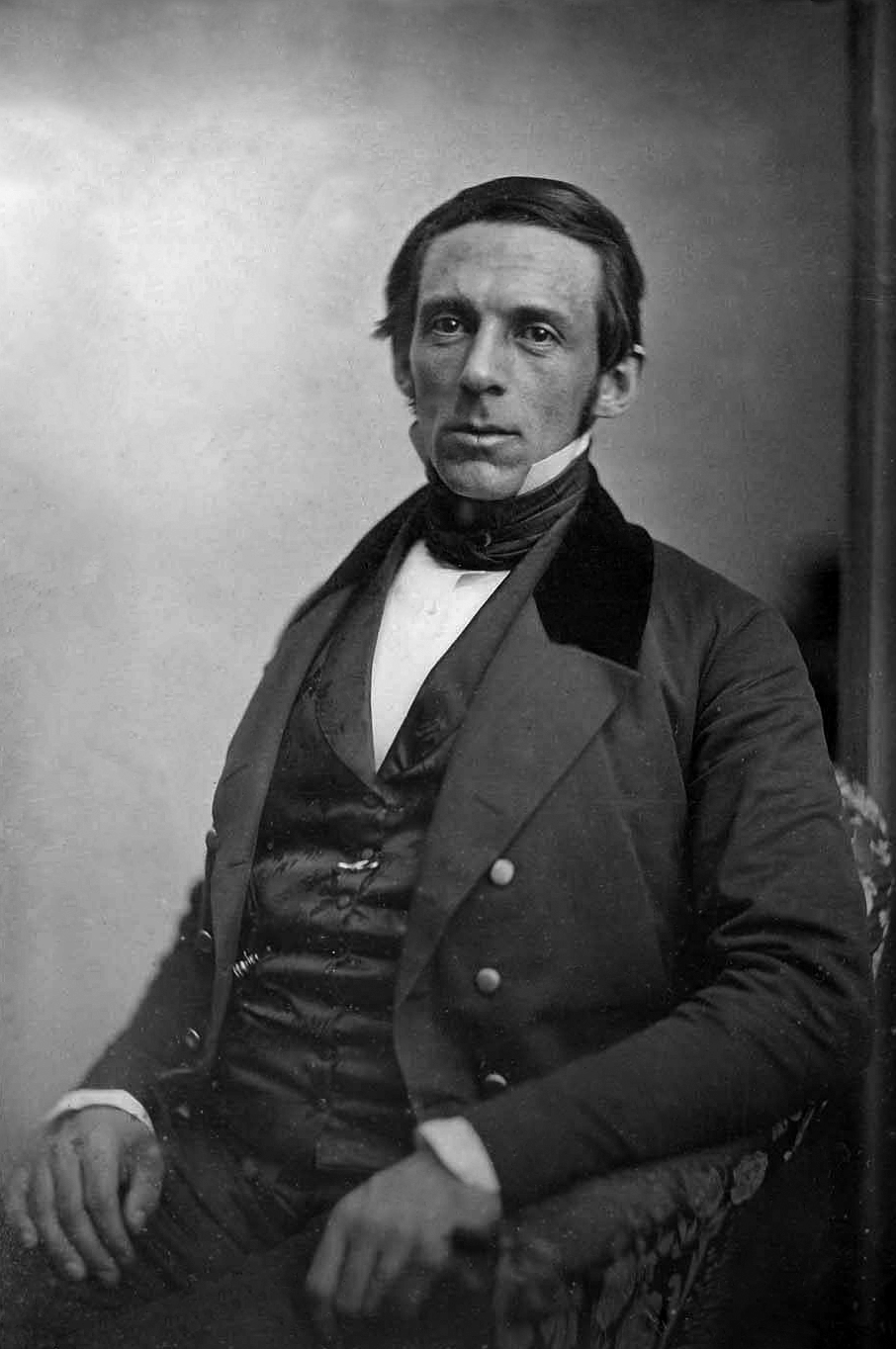
Boutwell por volta de 1851.

Ao longo da década de 1840, a questão da abolição da escravidão tornou-se uma força significativa na política de Massachusetts. A indignação com a extensão da escravidão nos territórios adquiridos na Guerra Mexicano-Americana aumentou a popularidade do Partido Solo Livre, mas eles e os Democratas não conseguiram se unir para derrubar os Whigs que dominavam a política do estado até 1850. Em 1849, Boutwell ganhou a indicação Democrata para governador. Como nenhum candidato ganhou a maioria, a legislatura controlada pelo Partido Whig decidiu a eleição, escolhendo o incumbente Briggs. A campanha colocou Boutwell em contato com Charles Sumner e Henry Wilson, líderes do Partido Solo Livre de Massachusetts. Os partidos flertaram com a ideia de uma coalizão, com os Democratas adotando uma plataforma anti-escravidão.
Em 1850, com a aprovação do Compromisso de 1850 (em particular, a Lei dos Escravos Fugitivos) provocou mais indignação e os Democratas e os Solos Livres conseguiram concordar com uma coalizão. No lado Democrata, Boutwell e Nathaniel Prentice Banks concordaram com Sumner e Wilson em uma divisão de escritórios caso a coalizão vencesse. A chave para seu sucesso foi o controle da legislatura estadual, que decidia a eleição se nenhum candidato ao governo ganhasse a maioria dos votos populares.
Ambos os partidos trabalharam para promover o voto nas áreas rurais que simpatizavam com sua causa. Embora o governador Briggs tenha ganho uma maioria de votos populares (57.000 dos 120.000 votos expressos), não obteve a maioria e o legislador foi controlado pela coalizão. Conforme com os termos do acordo, Boutwell foi eleito governador, Banks foi nomeado presidente da Câmara e Wilson foi eleito presidente do Senado. A eleição de Sumner para o Senado dos EUA, também parte do acordo, foi contestado por Democratas conservadores, mas a coalizão acabou por prevalecer na escolha dele. Boutwell foi criticado pelos Solos Livres por adotar uma abordagem sem precedentes à eleição contenciosa de Sumner, sem apoiá-lo nem se opor a ele durante a votação no senado do estado. Sumner depois acusou Boutwell de impedir uma fusão mais permanente dos dois partidos.
Nas eleições de 1851, os resultados foram semelhantes, apesar dos esforços dos Whigs para tentar criar um conflito entre os membros da coalizão e Boutwell foi novamente eleito pelo legislativo depois que o candidato do Partido Whig ganhou a maioria. Essa eleição expôs desavenças na coalizão, principalmente sobre a escravidão, então Boutwell decidiu não concorrer à reeleição em 1852; os Whigs recuperaram o controle da legislatura e puderam eleger John H. Clifford para governador.
Em 26 de Maio de 1851, Boutwell foi eleito membro da Antiga e Honrosa Companhia de Artilharia de Massachusetts.
No primeiro mandato de Boutwell, ambas as casas do legislativo foram controladas pela coalizão e uma agenda substancial de reformas foi aprovada. A eleição por voto secreto foi promulgada (embora os termos não satisfizessem todas as regras de sigilo de um voto australiano), assim como a maioria do voto sob algumas condições. Os representantes da legislatura do estado foram alteradas de alocações baseadas na cidade para distritos legislativos que não eram baseados nos limites da cidade. As leis que regiam a emissão de licenças bancárias foram simplificadas e o Conselho de Supervisores de Harvard foi reorganizado. Boutwell também envolveu-se em uma reatribuição generalizada de empregos de patrocínio no estado, todos preenchidos com Whigs. Em seu segundo mandato, Whigs controlaram a Câmara dos Representantes e, assim, conseguiu frustrar a maior parte da agenda de reformas. O pedido de Boutwell de aumentar os impostos para gastos em educação, prisões e hospitais psiquiátricos não foi atendido, mas o legislador conseguiu aprovar uma convenção constitucional para discutir demandas de longa data por mudanças na constituição do estado. Também foi aprovado um projeto de lei de reforma da temperança, "lei do Maine", mas Boutwell foi criticado pelos Whigs por vetar a primeira versão e depois assinar a segunda, supostamente sob pressão dos Solos Livres.

### Convenção Constitucional e Partido Republicano
Boutwell foi eleito delegado da Convenção Constitucional de Massachusetts de 1853. Opôs-se à eleição de juízes e à abolição do Conselho do Governador e apoiou a remoção de quaisquer requisitos de imposto para votação. Exerceu no comitê responsável pela redação das propostas que foram submetidas aos eleitores para aprovação e ficou desapontado quando todas essas propostas foram rejeitadas no referendo estadual que se seguiu à convenção.

O triunfo da escravidão perpetuará a confusão e a discórdia entre os estados, a guerra civil nos territórios...

— Boutwell na Convenção Republicana de Massachusetts de 1860 fazendo um Pronunciamento ao Povo
Após a convenção, Boutwell retomou o estudo de direito no escritório de Joel Giles, advogado de patentes de Groton. Foi contratado pelo Condado de Middlesex para se opor à formação de um novo condado de partes do oeste de Middlesex e do norte de Worcester. Ajudou a fundar a Biblioteca Pública de Groton e continuou ativo no Comitê da Escola de Groton. Em 1855, foi nomeado secretário do Conselho Estadual de Educação, cargo que ocuparia por cinco anos. Os estudos de direito de Boutwell concluíram quando foi aceito na Ordem de Massachusetts em 1862.
Após o colapso da coalizão em 1852 e o fracasso da convenção de 1853, os partidos políticos de Massachusetts dividiram-se em interesses partidaristas. Em Agosto de 1855, quatro grandes grupos estavam realizando reuniões em um hotel de Boston, tentando encontrar um consenso para as próximas eleições estaduais. Boutwell convenceu os grupos a participar de uma grande reunião, na qual argumentou que deveriam formar uma "união contra a escravidão". Com isso e atividades relacionadas, nasceu o Partido Republicano do estado. Apesar de seu papel na formação inicial, Boutwell permaneceu um pouco à parte da organização por causa de seu trabalho no Conselho de Educação. No entanto, continuou a manifestar-se contra a escravidão, observando que o país estava embarcando em um "período de intenso julgamento" e que "as pessoas vão fazer guerra" pela escravidão. Em 1860, presidiu a convenção republicana do estado e apoiou abertamente os candidatos republicanos ao cargo.

## Início da Guerra Civil
Boutwell participou da Conferência da Paz de 1861 em Washington, D.C. que tentou impedir a Guerra Civil iminente e serviu de ligação entre o governo federal e o governador de Massachusetts John Albion Andrew em Abril de 1861. Na conferência da paz, rejeitou furiosamente as propostas do Sul que favoreciam a extensão da escravidão e sua aplicação nos estados do Norte, argumentando que "a União não vale a pena preservar" se essas medidas forem necessárias.
Em Junho e Julho de 1862, Boutwell exerceu em uma comissão militar no Departamento de Guerra, investigando irregularidades no departamento do quartel-mestre do general John C. Frémont, que comandava o Departamento do Oeste do Exército da União. O Assistente do Quartel-Mestre Reuben Hatch, cujo irmão era apoiador político do presidente Abraham Lincoln, havia fraudado o departamento e a comissão foi criada sob a ordem de Lincoln para impedir uma corte marcial. Boutwell passou dois meses no acampamento do exército em Cairo, Illinois, sob condições que descreveu como "desagradáveis a ponto que não se pode perceber facilmente" por causa de inundações e condições insalubres. A comissão inocentou Hatch.
Em Julho de 1862, enquanto ainda estava em Cairo, Boutwell foi nomeado o primeiro Comissário das Finanças pelo Presidente Lincoln. Passou seus oito meses naquele cargo organizando o novo Internal Revenue Service. Foi descrito pelo Secretário do Tesouro, Salmon P. Chase, como tendo a "mais alta capacidade e integridade possíveis de obter" e supervisionou o crescimento da agência para cerca de 4.000 funcionários; era o maior e único departamento do governo.
Boutwell decidiu em 1862 candidatar-se ao Congresso dos Estados Unidos. A campanha foi dominada pela questão da emancipação, que Boutwell defendia fortemente. Obteve uma vitória confortável (55%-40%) sobre Charles R. Train, um ex-republicano conservador. Renunciou ao cargo de comissário das finanças no início de 1863.

## Congressista dos EUA

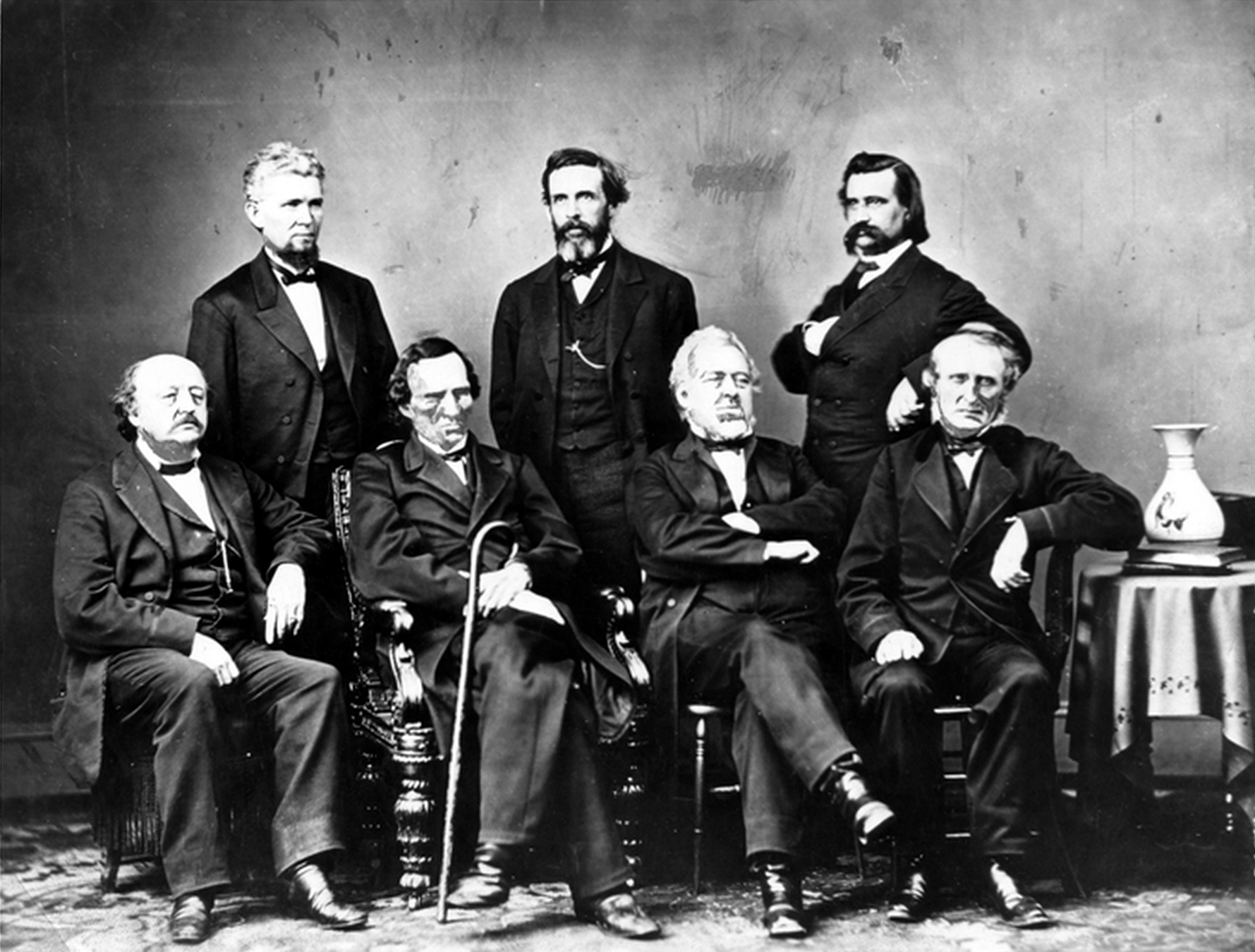
O Comitê de Impeachment de Johnson, por volta de 1868 (fotografia por Mathew Brady

Boutwell chegou à Câmara dos Representantes já famoso por sua experiência financeira e rapidamente ganhou uma reputação nacional de Republicano Radical. Um repórter observou que, com seu primeiro dia de serviço em um comitê, foi reconhecido como um dos novatos mais promissores. "Um homem pragmático e verdadeiro", escreveu o jornalista. "Um homem de pele escura, olhos escuros, cabelos escuros, magro, atento, independente, quieto; dando a impressão de que acordaria rápido e com vigor. Um discurso dele é uma coerência premeditada de fatos e números entrelaçados, emitidos em uma corrente magnética que flui para os nervos de cada um em sua plateia, por maiores que sejam e que penetram por completo. É impossível escapar da impressão do debate de Boutwell. Como adversário, seria fatal para uma causa má, formidável para uma boa - como aliado, é uma fortaleza".

### Direitos civis afro-americanos
Em Julho de 1862, durante um período em que a antipatia do Norte em relação à perspectiva de migração para o norte de escravos libertos estava no auge, Boutwell fez um discurso nos capitólios em que defendia a liberdade dos escravos afro-americanos, porque os manteria fora do Norte. Até instou Lincoln a dedicar os estados da Carolina do Sul e da Flórida aos negros americanos: "Ouvi dizer que na cidade do Brooklyn...houve uma revolta entre os trabalhadores brancos livres e os negros...Qual é a solução para essa dificuldade?...Liberdade para os negros. Então irão do Norte para os territórios livres do Sul, aos quais pertencem por natureza. [Lincoln] deveria ter libertado a Carolina do Sul e a Flórida...Louvaria a Deus...se hoje à noite pudesse ouvir, pela proclamação do Presidente, que a Carolina do Sul e a Flórida foram livres e dedicadas à população negra do país. A competição com os trabalhadores brancos do Norte cessariam".
Em 4 de Julho de 1865, após o término da Guerra Civil, Boutwell fez um discurso que defendia o sufrágio afro-americano, reiterando a principal visão de Thomas Jefferson na Declaração da Independência de que "todos os homens são criados iguais". Idealizou os Estados Unidos da pós-guerra como uma nação de igualdade, onde brancos e negros poderiam votar lado a lado e acreditava que o sufrágio afro-americano garantiria a nação e protegeria os afro-americanos.
Boutwell exerceu na Comissão Mista de Reconstrução, que estruturou a Décima Quarta Emenda que dava cidadania aos afro-americanos libertos e estabeleceu a inviolabilidade da Dívida Pública dos Estados Unidos. Defendeu a Décima Quinta Emenda, que dava direitos totais de sufrágio a homens afro-americanos. "O Sr. Boutwell é o último sobrevivente dos Puritanos de uma época ultrapassada", informou o repórter francês Georges Clemenceau a seus leitores ", um homem segundo o coração de John Bunyan, fanático demais para chamar a atenção do Senado, mas honesto e sincero demais para que suas opiniões sejam ignoradas pelo partido".

### Impeachment de Andrew Johnson
Boutwell opôs-se às políticas de Reconstrução do Presidente Andrew Johnson desde as primeiras semanas de seu governo. Argumentando que qualquer reforma dos ex-governos Confederados deve começar com medidas para abrir o eleitorado tanto para negros quanto para brancos, alertou que os direitos dos negros e a segurança leal dos Unionistas não poderiam ser protegidos de nenhuma outra maneira. Com o tempo, tornou-se um dos advogados mais combativos do impeachment de Johnson e, de longe, o mais respeitado deles. Ao contrário de seus colegas, escreveu uma observação hostil, que trouxe para a causa "a vantagem de uma mente culta, uma leitura extensa e um conhecimento acadêmico de toda a história que poderia ser reunida em tal serviço". Em Dezembro de 1867, defendeu o impeachment do presidente sem acusá-lo de ter cometido crimes reais - alegando, de fato, que o impeachment era um processo político e não apenas judicial. (Não esperava que o impeachment passasse e não previa o Senado condenando Johnson; o que esperava, em vez disso, era uma declaração da parte da Câmara de que o presidente havia cometido crimes graves e pequenos delitos, que na realidade não passava-se de uma resolução de censura). A Câmara não concordou, mas dois meses depois, em fevereiro de 1868, Johnson afastou o Secretário da Guerra Edwin M. Stanton (em violação de uma lei elaborada por Stanton e Boutwell exigindo confirmação pelo Senado de tais atos) que uniu os Republicanos a uma resolução de impeachment. Boutwell presidiu o comitê que redigiu os artigos de impeachment e os apresentou à Câmara para debate. Foi escolhido como um dos responsáveis dos processos de impeachment que se seguiram.
A maior parte do trabalho foi conduzida pelo deputado de Massachusetts Benjamin Butler, embora todos os sete responsáveis estivessem envolvidos no desenvolvimento do caso contra Johnson. Boutwell teve a honra de proferir o primeiro discurso de encerramento (todos os sete responsáveis e cinco advogados de defesa). Seu discurso não foi particularmente notável por sua retórica, mas o advogado de defesa William Evarts aproveitou a comparação forçada de Boutwell de lançar Johnson ao espaço para provocar risadas e aplausos significativos. O impeachment foi recusado por um único voto.

## Secretário do Tesouro dos EUA

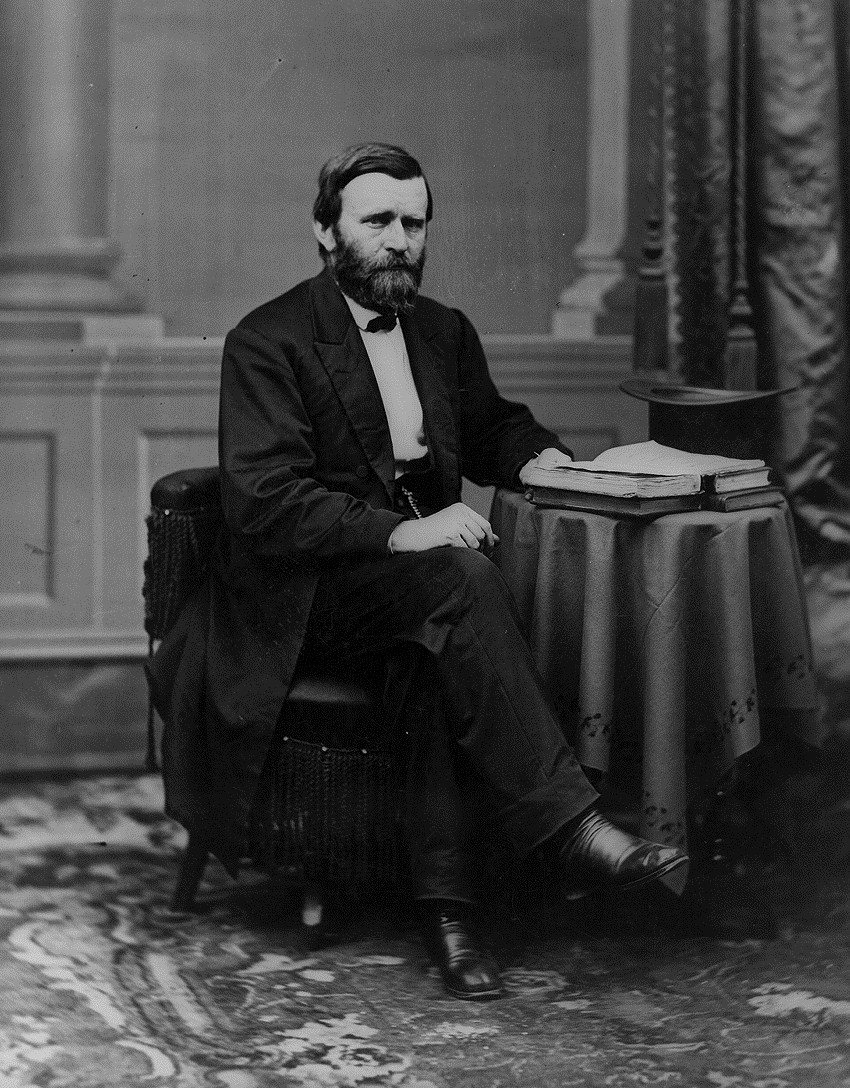
Presidente Grant em 1869

Boutwell recebeu séria consideração por um lugar no gabinete do presidente eleito Ulysses S. Grant e diz-se que recusou o Departamento do Interior. Uma semana após a inauguração em 1869, a primeira escolha de Grant para o Secretário do Tesouro, Alexander T. Stewart, foi considerada inelegível e o Presidente teve que procurar um substituto. Os Republicanos na Colina do Capitólio, achando que o gabinete como um todo era fraco em membros, associando a experiência de Washington com sólidas credenciais do partido, juntaram-se para instá-lo a aceitar Boutwell e ofereceram o portfólio do Tesouro, Boutwell aceitou. (Sua escolha causou algum constrangimento ao Procurador-Geral de Grant, Ebenezer R. Hoar, que era ele mesmo de Massachusetts: por costume, nenhum estado tinha mais de um cargo no gabinete e Hoar ofereceu-se para se aposentar. Grant recusou a oferta, mas um ano depois, sem aviso ou explicação, enviou um mensageiro exigindo sua renúncia). A comunidade empresarial elogiou a escolha de Boutwell. A notícia de sua nomeação criou um salto imediato nos títulos do governo nos mercados monetários. "Isso também não deve ser considerado", comentou a Crônica Comercial e Financeira, "pois Boutwell é conhecido como um defensor sincero da reforma financeira conservadora. Que ele é um funcionário administrativo capaz que deu provas notórias quando em 1862 era encarregado da organização do novo Internal Revenue Bureau". Boutwell, na época famoso por suas duas tentativas de impeachment do Presidente Johnson, foi facilmente confirmado pelo Senado controlado pelos Republicanos. O Secretário Boutwell costumava agir independentemente do Presidente Grant e assumia uma atitude soberba em relação a outros membros do Gabinete. O Secretário de Estado Hamilton Fish observou que Boutwell era frequentemente evasivo, descomprometido e não dava "motivos e raramente indica ou explica qualquer coisa de sua política".

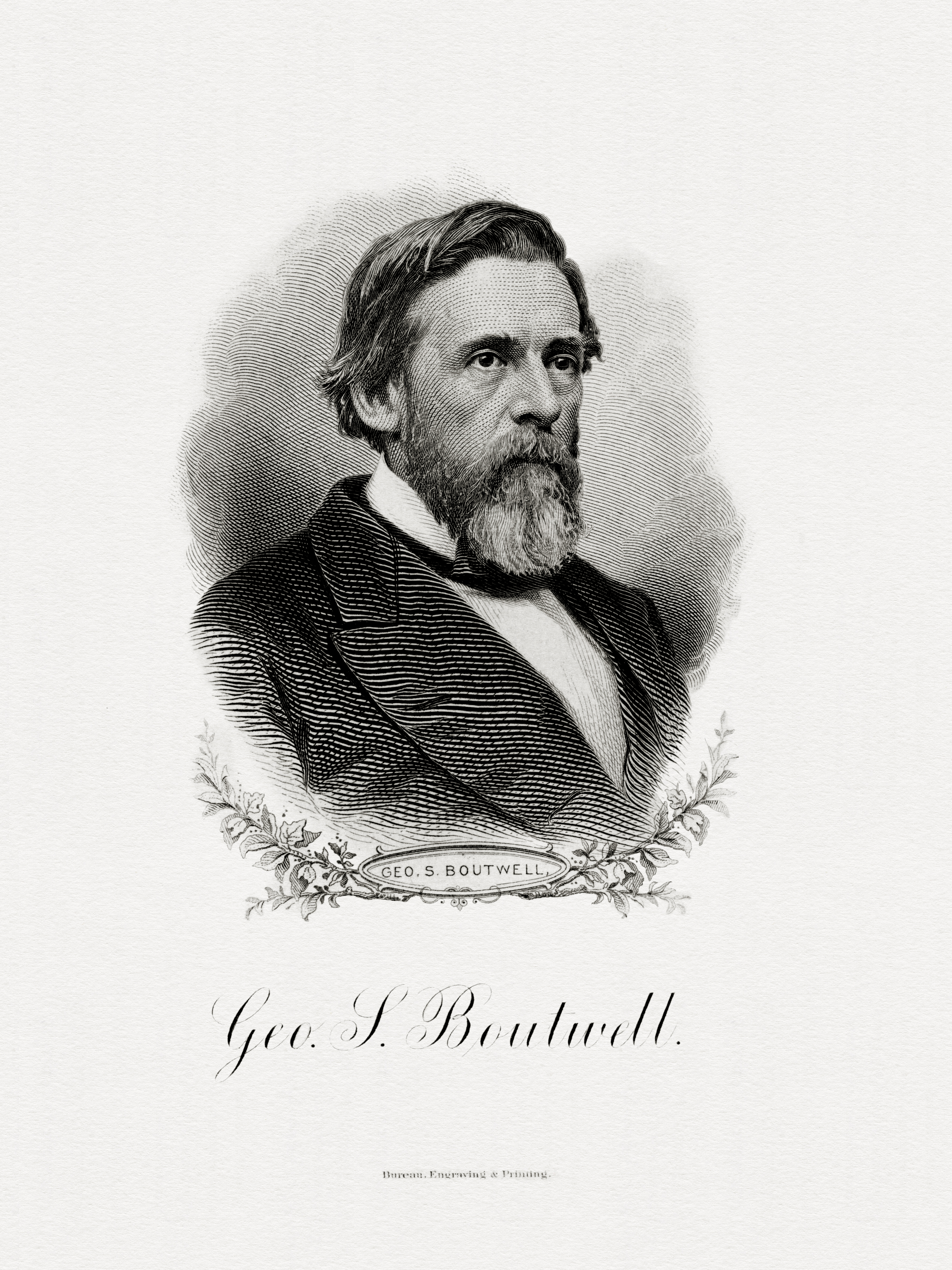
Gabinete de Gravação e Impressão, retrato de Boutwell como Secretário do Tesouro.

### Reformas (1869)
Após o caos da Guerra Civil, o Departamento do Tesouro estava desorganizado e precisava de reforma. A controvérsia entre o Presidente Johnson sobre a Reconstrução e o julgamento de impeachment no Senado em 1868 impediu quaisquer reformas no Departamento do Tesouro. Como Secretário do Tesouro, as principais realizações de Boutwell foram reorganizar e reformar o Departamento do Tesouro, melhorando a contabilidade pelas alfândegas, incorporando a Casa da Moeda dos Estados Unidos no Tesouro e reduzindo a dívida nacional.

### Pânico do ouro (1869)
Seguindo alinhado com o Partido Republicano de 1868, o Secretário Boutwell defendia a redução da dívida nacional e o retorno da economia do país baseado no ouro. Boutwell acreditava que a estabilização da moeda e a redução da dívida nacional eram mais importantes do que arriscar uma crise ao retirar dólares da economia. Por conta própria, sem a aprovação ou o conhecimento do presidente Grant ou de outros membros do Gabinete, Boutwell começou a liberar ouro do Tesouro e vender títulos do governo, a fim de reduzir a oferta de dólares (papel moeda) na economia. O resultado dessa política foi que os preços do ouro caíram e a dívida nacional foi reduzida. No entanto, também criou uma economia deflacionária, na qual os agricultores tiveram dificuldade em obter o dinheiro necessário para pagar por sua atividade agrícola.
Durante o verão de 1869, dois especuladores de ouro, Jay Gould e James Fisk, conspiraram para encurralar o mercado de ouro, comprando-o e influenciando o Presidente Grant a parar as emissões de ouro de Boutwell. Gould e Fisk disseram inicialmente a Grant que um preço mais alto do ouro ajudaria os agricultores a vender mais mercadorias no exterior, mas Grant não estava convencido. No entanto, quando as colheitas foram consideradas boas, Grant mudou de ideia, dizendo a Boutwell para parar de liberar ouro no início de Setembro de 1869. Gould manipulou com sucesso um informante, Daniel Butterfield, em um cargo como assistente de Boutwell e começou a comprar ouro pra valer, aumentando o preço. Grant foi alertado sobre a tentativa de encurralar o mercado por uma carta entregue por seu cunhado Abel Corbin, que estava no grupo Gold Ring, pedindo que o governo se abstivesse de vender ouro. Grant reuniu-se com Boutwell na quinta-feira, 22 de Setembro e decidiram que o governo deveria intervir. No dia 23 de Setembro de 1869, o Pânico do Ouro atingiu seu ápice: o Secretário Boutwell ordenou a liberação de 4 milhões de dólares em ouro do Tesouro, mas não antes que Jay Gould (alertado pela Primeira Dama Julia Grant e Corbin) conseguisse vender algumas de suas reservas. O preço caiu rapidamente de 160 dólares para 135 dólares, criando pânico entre os especuladores de ouro. As corretoras faliram e as fortunas pessoais foram perdidas e o mercado de ações ficou desconfiado por um ano depois. Uma investigação do Congresso liderada pelo Representante James A. Garfield absolveu Grant e Boutwell em 1870. O assistente de Boutwell, Daniel Butterfield, foi demitido pelo Presidente Grant por divulgar informações privilegiadas a Gould sobre as emissões de ouro do Departamento do Tesouro.

### Dívida nacional (1870)
Boutwell opôs-se a uma rápida redução de impostos e favoreceu o uso de receitas excedentes para fazer uma grande redução da dívida nacional. Por sua recomendação, o Congresso em 1870 aprovou um ato que previa o financiamento da dívida nacional e autorizava a venda de certos títulos, mas não autorizava um aumento da dívida. Para implementar a lei restritiva, Boutwell criou um consórcio bancário para comprar títulos recém-emitidos a 4% e 5%, a fim de pagar títulos da Guerra Civil vendidos inicialmente a 6%; isso aliviaria a dívida nacional. Para implementar o consórcio bancário, Boutwell teve que aumentar temporariamente a dívida nacional em mais da metade de um por cento, pela qual foi acusado de violar tecnicamente a lei. A Comissão da Câmara dos Meios e Recursos depois absolveu-o dessa acusação.
Boutwell procurou financiar parte da redução da dívida através da inserção de empréstimos na Europa. Essa ideia foi complicada pelas reivindicações da Guerra Civil contra o Reino Unido (as chamadas Reivindicações do Alabama que emanavam do apoio britânico ao CSS Alabama e outros corsários Confederados) e depois pelo início da Guerra Franco-Prussiana logo após o projeto de lei financiado ser aprovado. Isso impediu a colocação de ofertas nos centros financeiros Europeus continentais e as questões não resolvidas do Alabama impediram sua inserção em Londres. A pressão política de ambos os lados do Atlântico resultou no Tratado de Washington de 1871, após o qual Boutwell concedeu um empréstimo em Londres. A primeira oferta de empréstimo desfez-se, no entanto, porque Boutwell ofereceu-a a muitos bancos, mas uma segunda tentativa reorganizada liderada pelo financiador Jay Cooke conseguiu angariar mais de 100 milhões de dólares. Foi a primeira vez que um banco americano envolveu-se com sucesso nesse tipo de negociação internacional.

### Projeto de lei Ku Klux Klan (1871)

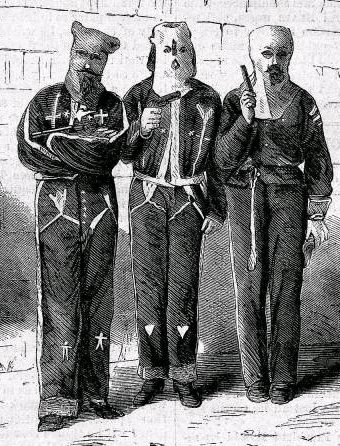
O Ku Klux Klan de Mississippi mascarados presos em 1871

O Secretário Boutwell não esqueceu-se da situação dos afro-americanos no Sul que foram vítimas de violência perpetrada por Sulistas brancos, principalmente os Ku Klux Klan. Afro-americanos e Republicanos brancos leais estavam sob ataque em vários estados Reconstruídos pela Klan. O Congresso respondeu, sob a liderança de Benjamin Butler na Câmara dos Representantes e aprovou o que foi conhecido como a Lei Ku Klux Klan em 1871. Grant assinou dois "projetos de lei forçados" anteriores para proteger os afro-americanos e quando descobriu que a violência no Sul continuou violenta, decidiu assinar o terceiro projeto de lei forçado que dava ao presidente o poder de suspender o habeas corpus. Grant inicialmente relutou em assinar o projeto de lei, temendo que adquirisse uma reputação de ditador militar no Sul. No entanto, o Secretário Boutwell, enquanto viajava com o Presidente Grant para a Colina do Capitólio, incentivou Grant a assinar o projeto de lei, apontando as muitas atrocidades violentas ocorridas no Sul. Grant incentivou a aprovação do projeto de lei e em seguida, assinou a lei. Posteriormente, usou a lei para suspender o habeas corpus em nove condados da Carolina do Sul e ordenou a prisão e julgamento de membros da Klan.

## Senador dos EUA
Em 1873, quando o Senador de Massachusetts Henry Wilson, foi eleito para a vice-presidência, Boutwell anunciou sua intenção de renunciar ao cargo de Secretário do Tesouro e se candidatou à vaga no Senado. Com o apoio de Benjamin Butler e indicados federais trabalhando para a urna de Butler, Boutwell derrotou o candidato do extremo oeste do estado, o moderado congressista Henry L. Dawes. Um dos principais problemas da campanha entre Boutwell e Dawes foi o Escândalo do Crédit Mobilier, no qual Boutwell e Dawes foram acusados de receber ações subvalorizadas do Congressista e financiador Oakes Ames. Ambos receberam ações, mas Dawes devolveu o seu, juntamente com a maioria dos lucros realizados. O apoio de Boutwell por Butler também não era apreciado pelo establishment Republicano de Massachusetts, que passara a desprezar as táticas e a política de Butler.
Butler, que esperava candidatar-se ao cargo de governador no outono de 1873, presumiu que poderia contar com o apoio de Boutwell. No entanto, o senador recusou-se a envolver-se na disputa do governador e Butler foi derrotado pela indicação Republicana após uma campanha amarga. No inverno seguinte, o presidente nomeou o aliado de Butler, William Simmons, para a Collectorship of the Port of Boston, o mais poderoso cargo de apoio federal em Massachusetts, Boutwell prometeu inicialmente combatê-lo e depois cedeu sob pressão do governo Grant, permitindo a confirmação. Esse acordo garantia que os Republicanos de Massachusetts opunham-se a Butler e o que chamavam de "Butlerismo" impediria Boutwell de ser reeleito em 1877.
No Senado, Boutwell exerceu como presidente da Comissão de Revisão de Leis no 44º Congresso. Assumiu uma posição forte por "dinheiro honesto", uma moeda que não era recolocada com papel moeda e votou contra o chamado Projeto de Lei da Inflação de 1874. Também continuou sendo um forte defensor da proteção federal dos eleitores negros no Sul, apoiando a Lei dos Direitos Civis de 1875, que proibia a discriminação por empresas comuns e em acomodações públicas. Também era favorável a tarifas altas, uma posição de lado misto em Massachusetts, que tinha alguma dependência de importações, mas também exportava produtos manufaturados.
Boutwell foi nomeado em 1876 para liderar uma comissão especial do Senado para investigar as eleições no Mississipi de 1875. Essas eleições foram acompanhadas por uma violência orquestrada significativa, destinada a impedir a votação dos afro-americanos e resultou no retorno dos Democratas ao poder de lá. A comissão de Boutwell documentou a violência e as atrocidades que ocorreram, mas nenhuma ação federal foi tomada para impedir a reincidência nas eleições de 1876.

## Carreira posterior
Depois de sair do Senado, o Presidente Rutherford B. Hayes nomeou Boutwell em 1877 para preparar uma edição atualizada do Estatutos Revisados dos Estados Unidos. Este trabalho acarretou na atualização dos livros de direito para refletir as alterações feitas desde 1873; Boutwell também refletiu mudanças nas leis implícitas em todas as decisões da Suprema Corte dos Estados Unidos até o momento. O trabalho atualizado foi publicado em 1878.
Boutwell, durante as décadas de 1880 e 1890, exerceu leis internacionais e de patentes em escritórios em Boston e Washington, D.C.. Seus negócios incluíam trabalhar para os Estados Unidos e outros governos nacionais como consultor de várias comissões diplomáticas bilaterais. No primeiro, de 1880 a 1884, representou os EUA em relação a reivindicações envolvendo a França, que emanavam principalmente da Guerra Civil. Em seguida, exerceu como consultor do Haiti (1885) e depois novamente para os EUA em uma comissão com o Chile (1893-1894), que tratou de reivindicações contra os dois governos cuja maioria de suas origens estava na Guerra do Pacífico ou na Guerra Civil do Chile de 1891. Em 1881, Boutwell recusou a nomeação de Secretário do Tesouro pelo Presidente Chester A. Arthur. Exerceu por um tempo como representante legal do Reino do Havaí, cuja aquisição pelos EUA opôs-se.
No final da década de 1890, Boutwell ficou cada vez mais desencantado com a política externa imperialista do Presidente William McKinley e deixou o Partido Republicano após a anexação das Filipinas após a Guerra Hispano-Americana de 1898. Foi o fundador e o primeiro presidente da Aliança Anti-Imperialista Americana, uma organização contrária à expansão americana. Fez campanha contra McKinley em 1900 e foi eleitor presidencial da chapa Democrata de William Jennings Bryan. Promoveria a independência das Filipinas até sua morte.

## Morte

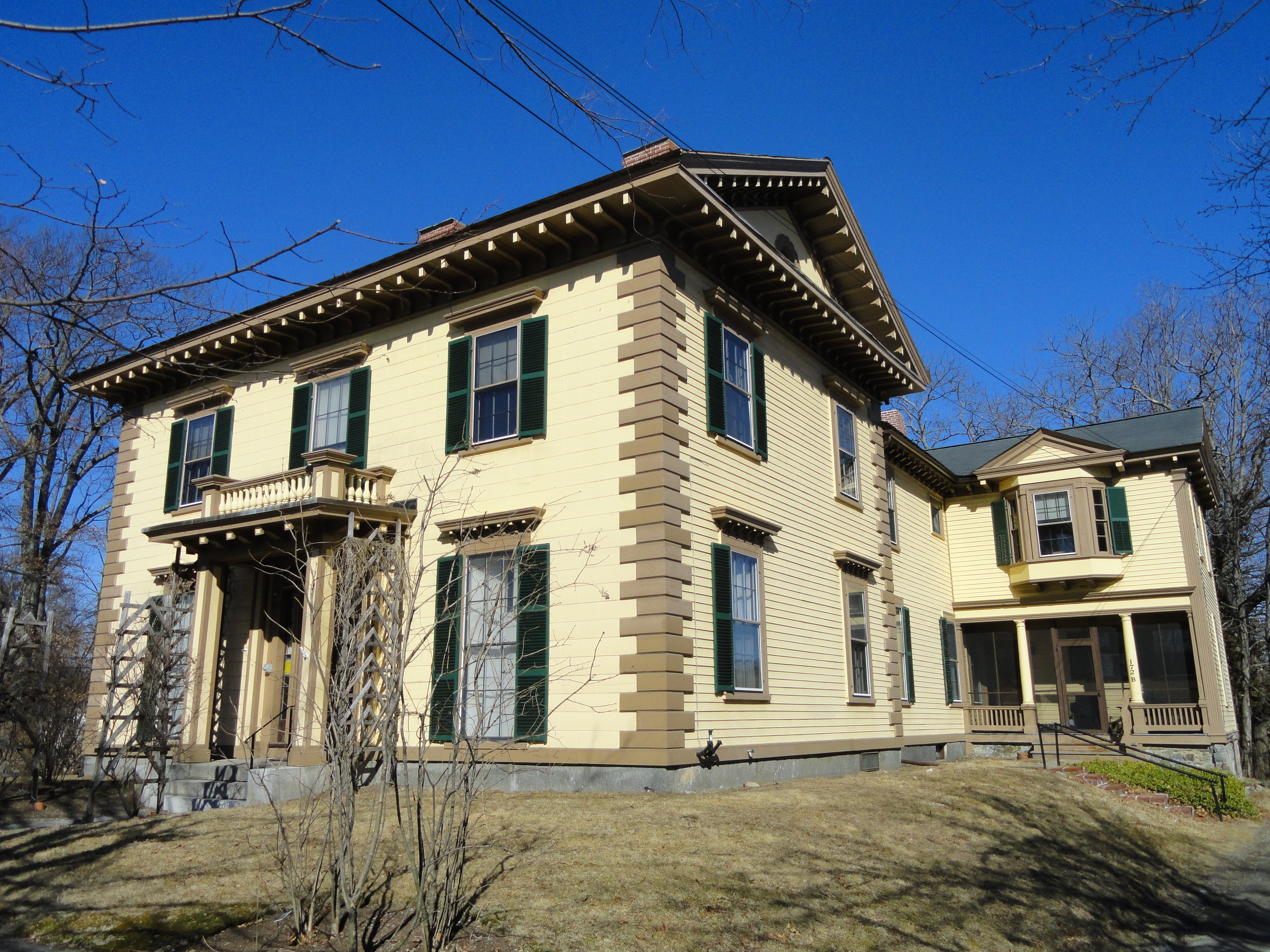
A Casa do Gov. George S. Boutwell em Groton

Boutwell morreu em Groton no dia 27 de Fevereiro de 1905 e está sepultado no Cemitério Groton. Foi imortalizado em uma grande festa no Faneuil Hall, Boston, no dia 18 de Abril de 1905. Sua casa no centro de Groton, construída em 1851 enquanto era governador, foi entregue à Sociedade Histórica de Groton por sua filha, Georgianna. Agora serve como sede da sociedade e está aberto no verão como um museu. Está listado no Registro Nacional de Lugares Históricos como a Casa do Governador George S. Boutwell.

## Publicações
Boutwell publicou vários livros sobre educação, tributação e economia política. Seus trabalhos incluem o seguinte:
- Educational Topics and Institutions (Boston, 1859)
- Manual of the United States Direct and Revenue Tax (1863)
- Decisions on the Tax Law (New York, 1863)[100]
- Tax-Payer's Manual (Boston, 1865)
- Speeches and Papers Relating to the Rebellion and the Overthrow of Slavery (1867)
- Why I Am a Republican (Hartford, Conn., 1884)
- The Constitution of the United States at the End of the First Century (1895)
- Reminiscences of Sixty Years in Public Affairs (2 vols., New York, 1902) vol. 1, vol. 2